# Tutto tutto niente niente
Tutto tutto niente niente è un film del 2012 diretto da Giulio Manfredonia.
Il protagonista è Antonio Albanese, che veste i panni del suo personaggio Cetto La Qualunque e contemporaneamente quelli di altri due suoi personaggi: Rodolfo Favaretto e Frengo Stoppato. Il film è il sequel di  Qualunquemente, dello stesso regista Giulio Manfredonia, in cui Antonio Albanese aveva portato al cinema il suo personaggio Cetto La Qualunque. Nel 2019 è uscito poi sempre alla stessa regia Cetto c'è, senzadubbiamente.

## Trama
Cetto La Qualunque e il suo consiglio comunale vengono arrestati, ma in carcere l'omertoso ex sindaco non fa alcun nome guadagnandosi così la riconoscenza del potente Sottosegretario. Questi decide di sostituire alcuni parlamentari misteriosamente uccisi proprio con Cetto e altri due personaggi: Rodolfo Favaretto e Frengo Stoppato.
Il primo è un separatista veneto razzista che sfrutta i clandestini che fa entrare in Italia come esercito personale in vista della secessione morbida verso l'Austria e in generale come vera e propria forza lavoro, ma viene arrestato proprio per il tentato occultamento del cadavere di un clandestino che lui credeva morto "sul lavoro"; il secondo è invece un consumatore di marijuana pugliese che torna in Italia dal villaggio turistico da lui gestito, dove il consumo di erba non è vietato, perché ingannato dalla madre (che gli fa credere di essere in punto di morte per riaverlo a casa e farlo diventare beato da vivo) e che poi viene arrestato proprio per spaccio di cannabis.
I tre, una volta liberi grazie all'immunità parlamentare, si trasferiscono a Roma, ma col tempo combinano un disastro dietro l'altro, facendo seriamente ricredere il Sottosegretario sul loro impiego. Così, il giorno in cui in aula si decide sull'autorizzazione a procedere contro i tre (anche se l'esito favorevole all'arresto è scontato) Cetto decide di rivelare il segreto del Sottosegretario: è stato lui a far uccidere quei parlamentari una volta che questi avevano votato contro il volere del potente uomo di governo.
I tre, vista l'imminente incarcerazione, fuggono all'estero, proprio nel villaggio di Frengo, continuando ognuno a perseguire i propri interessi: la droga per Frengo, la secessione dal villaggio vicino per Rodolfo, 'u pilu per Cetto, che riesce così a riprendersi da una traumatica esperienza con una donna trans.

## Produzione

### Sceneggiatura
(Antonio Albanese)
 La sceneggiatura della pellicola è stata scritta da Antonio Albanese e Piero Guerrera, con la partecipazione del regista Giulio Manfredonia. Albanese aveva intenzione di riproporre la stessa comicità di Qualunquemente in questa nuova pellicola, ma aveva anche intenzione di affiancare a Cetto La Qualunque (protagonista del primo film) altri due compagni di avventura: Rodolfo Favaretto, creato da Albanese proprio per la pellicola, e Frengo Stoppato.
L'idea di sviluppare tre personaggi in un unico film ha lasciato aperta l'ipotesi di realizzare la pellicola ad episodi, ma il regista Manfredonia ha risposto di aver sempre voluto tracciare un'unica lunga storia all'interno della quale i tre personaggi si intersecano in continuazione. Secondo l'attore Antonio Albanese, se in Qualunquemente uno dei temi primari era la realtà politica e i fatti di cronaca, in questo film è la satira sociale, in particolare riguardo all'idea di ribaltare le sorti di tre detenuti dalla galera al Parlamento puntando sulla risata.
Albanese è affezionato ai suoi personaggi, soprattutto perché questi sono negativi: «Io sono affezionato ai tre, ma ovviamente li odio. Per questo li racconto in maniera ridicola, per sottolineare che il loro atteggiamento è negativo: dal disprezzo per le donne al razzismo, fenomeno attualissimo e sottovalutato, fino al rapporto con le droghe. Ridiamo di loro per sottolineare i loro atteggiamenti e questo credo sia evidente.». Sebbene la pellicola sia ambientata ai giorni nostri e nel Parlamento italiano, Albanese ha adattato queste immagini verso una chiave futuristica, molto più vicina allo stile fumettistico che a quello reale. Nel farlo, a detta del regista Manfredonia, Albanese ha creato una politica «completamente trasfigurata».

### Interpreti e personaggi
Il cast di Tutto tutto niente niente riprende alcuni protagonisti del precedente Qualunquemente, ma aggiunge anche altri attori:

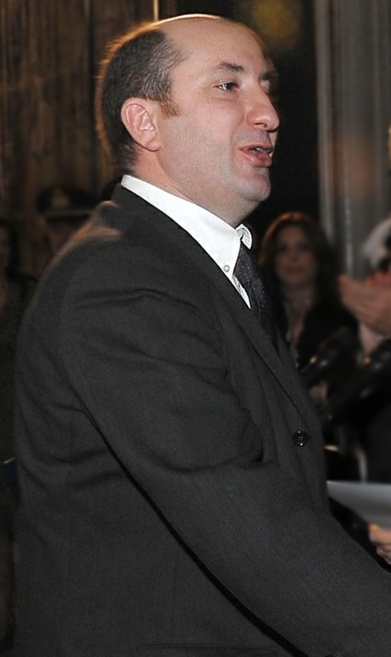
Antonio Albanese

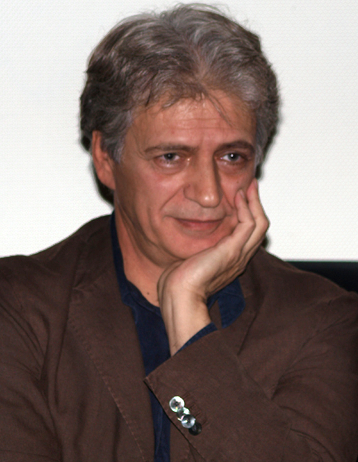
Fabrizio Bentivoglio

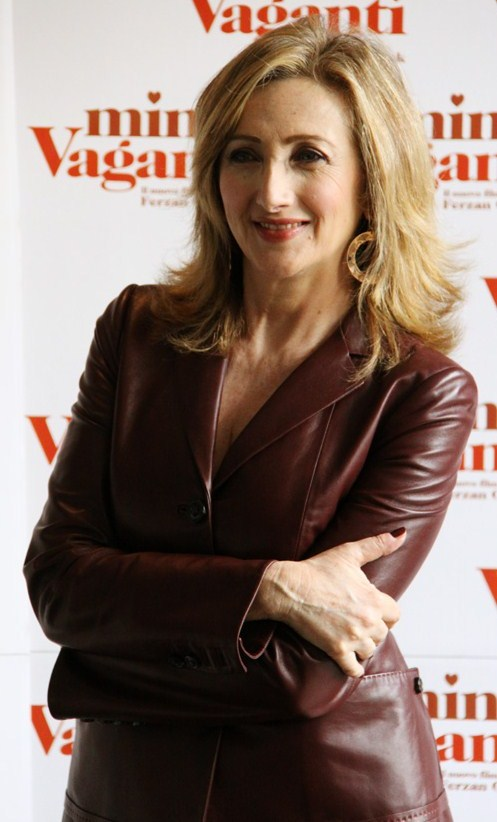
Lunetta Savino

- Antonio Albanese interpreta tre personaggi
  - Cetto La Qualunque, protagonista del primo film. Cetto è un politico calabrese corrotto, perverso e depravato, che ha un grande disprezzo verso la natura, la tradizione e le donne, che considera un vero e proprio oggetto di cui fare uso quando si vuole. Rispetto alla precedente interpretazione in Qualunquemente, Albanese ha dichiarato che Cetto subirà un grande cambiamento interiore dovuto ad una disavventura sessuale.[3]
  - Frengo Stoppato, personaggio già esistente che l'attore non interpretava più da dodici anni. Il personaggio incarna il disprezzo di Albanese per la droga.[4] Rispetto a dodici anni prima, Albanese ha deciso di modificare ed evolvere il personaggio di Frengo, in particolare rimuovendo completamente la sua folle adorazione per l'allenatore Zdeněk Zeman.[3] In questa pellicola, inoltre, Frengo vive in un paese del Sudamerica.[2]
  - Rodolfo Favaretto (detto Olfo) personaggio inedito di Albanese creato appositivamente per la pellicola. Con questo nuovo personaggio, Albanese ha sentito la necessità di raccontare la questione sugli immigrati: «Lui è l'emblema della deriva nazista e razzista che in questo periodo è dietro l'angolo. Abbiamo cavalcato ed esasperato il suo odio verso gli immigrati; volevamo porre l'accento su tale degenerazione perché lo reputo un comportamento a cui sarà sempre più difficile porre rimedio.».[3] Albanese ha dichiarato, inoltre, di essersi ispirato per Rodolfo Favaretto alla sua assidua frequentazione del Veneto, regione, a detta dello stesso attore, ricca di fantasia. Albanese ha inserito anche in questo personaggio il dialetto, cosa già accaduta per gli altri due.[4] Il regista Giulio Manfredonia ha sentito il dovere di soffermarsi più su questo personaggio invece che su Cetto e Frengo che erano già conosciuti dagli spettatori italiani.[2]
- Fabrizio Bentivoglio interpreta il sottosegretario
- Luigi Maria Burruano interpreta l'imprenditore
- Lunetta Savino interpreta la mamma di Frengo. Per partecipare a questo film, Lunetta Savino fu costretta a rinunciare ad un altro film nel quale avrebbe comunque interpretato una madre meridionale. Per l'attrice questo ruolo ha dinamiche interessanti perché le ha permesso di riprendere una comicità che non faceva da tempo.[5]
- Paolo Villaggio interpreta il Presidente del Consiglio. Il regista Giulio Manfredonia si è mostrato entusiasta della collaborazione con Villaggio, lodando la sua bravura e il prezioso aiuto che l'attore ha dato per l'ispirazione dei personaggi di Cetto, Rodolfo e Frengo: «Per noi è stato una fonte di ispirazione, un grandissimo maestro con quella sua comicità così surreale, graffiante, mai banale. Così dovendo pensare al ruolo di un ipotetico Presidente del Consiglio del nostro Paese, ci siamo detti: "Be', chi meglio di Villaggio potrebbe interpretarlo". È stato molto bello incontrarlo, lavorarci insieme, lui ci ha fatto questo regalo e gliene siamo molto grati.».[2]

Nel cast ritornano con parti minori Lorenza Indovina e Davide Giordano nei rispettivi ruoli di Carmen e Melo La Qualunque (moglie e figlio di Cetto) Nicola Rignanese, Massimo Cagnina e Alfonso Postiglione nelle rispettive parti di Pino, del geometra e del ragioniere (amici di Cetto). Nuovi personaggi sono invece Maximilian Dirr nel ruolo del prete per le udienze dal Papa, Federico Torre nel ruolo dell'avvocato di Cetto, mentre Clizia Fornasier e Vito interpretano rispettivamente la parte di un escort e l'assistente muto di Olfo.
Albanese ha dichiarato di aver pensato a Zdeněk Zeman (idolo del personaggio Frengo nelle sue prime apparizioni) per il ruolo del Papa, ma ha successivamente deciso di non disturbare l'allenatore e quindi di non includerlo nella pellicola.

## Distribuzione

### Date di uscita
Il film è stato distribuito nelle sale cinematografiche italiane dal 13 dicembre 2012. Il regista Giulio Manfredonia, infatti, voleva far uscire per la prima volta un suo film nel periodo natalizio: «È la prima volta che lo facciamo ed è strano anche per noi, perché è un momento di grande movimento e fervore. Sì mi piace penso che possiamo gareggiare tranquillamente anche noi con gli altri film che escono. È un momento in cui, notoriamente, la gente va al cinema, ha voglia di divertirsi, e Tutto Tutto Niente Niente è molto divertente.».

### Trailer allegato
Il primo trailer del film è stato pubblicato il 25 ottobre 2012.

## Accoglienza

### Incassi
Il film esordisce in seconda posizione (dietro a Lo Hobbit - Un viaggio inaspettato) con 226 000 euro in 512 sale monitorate, con una media di circa 450 euro. Nei primi tre giorni di programmazione, sempre in seconda posizione, incassa 2,3 milioni di euro. La settimana successiva il film scende al terzo posto e raggiunge l'incasso di 4,1 milioni di euro. Il giorno di Natale, invece, scende ulteriormente alla quarta posizione, arrivando a 5 milioni di euro complessivi. Mantiene invariata tale posizione anche nel giorno di Santo Stefano, il 26 dicembre, raggiungendo i 6,1 milioni di euro. A Capodanno, invece, il film è sceso al settimo posto, raggiungendo 8.6 milioni di euro complessivi.

### Critica
Il film ha ricevuto critiche miste. La critica italiana, pur lodando Albanese e i suoi tre personaggi, ha sottolineato l'inferiorità di questo film rispetto a Qualunquemente e l'eccessiva quantità di effetti grotteschi. Tuttavia, la critica ha riconosciuto in questo film, rispetto al precedente, un ritmo molto più incalzante e un look più vicino all'universo cinematografico che teatrale.